# 금산 전투
금산 전투(錦山戰鬪)는 임진왜란 당시 음력 7월 9일~음력 7월 10일, 음력 8월 18일 1, 2차에 걸쳐 금산에서 일본군과 조선군이 싸운 전투로 대표적인 혈전으로 꼽힌다.

## 배경
당시 충청도 금산은 전라도로 통하는 길목으로 이곳을 일본군 제6진 고바야카와 다카카게가 1592년 7월 31일(음력 6월 23일) 점령했다. 그러나 일본군이 정암진, 웅치, 이치, 우척현 등 여러 전투로 진로가 막히자 이곳에 계속 머무르게 되었고, 조선군과 의병은 이곳을 탈환하기 위해 집결했다.

## 제1차 금산 전투
금산을 탈환하기 위해 제일 먼저 나선 사람은 광주에서 의병을 일으킨 학자 출신 고경명으로 둘째아들 고인후와 지금까지 모은 의병 7000명을 이끌고 금산을 탈환하기 위해 북상했다. 
8월 7일(음력 7월 1일) 충청도 의병장 조헌에게 연락해 금산에서 합류하기로 했다. 이곳을 지키는 일본군 제6진 고바야카와 다카카게의 군대는 권율과의 이치 전투를 한창 벌이고 있었는데 고경명의 의병이 몰려온다는 소식을 듣고 전투를 중지하고 금산성을 지키기 위해 달려갔다. 
고경명은 전라도 방어사 곽영과도 합류해 금산성을 공격했고 왜군은 조총으로 대항했다. 고경명은 주위에 불을 지르고 비격진천뢰와 30명의 특공조까지 편성해 치열한 공방전을 벌였다. 
저녁이 되어 첫 전투가 끝나고 곽영이 철수를 하려고 했으나 고경명은 끝까지 싸우자고 주장해 다음 날 다시 치열한 공방전을 벌였다. 곽영의 관군이 싸울 뜻이 없는 것을 안 왜장 고바야카와 다카카게는 곽영의 진을 공격해 곽영이 후퇴하고 관군이 무너지자 의병들까지 무너졌고 고경명의 부하 유팽로와 안영이 싸우다가 총탄에 맞아 전사했다. 
고경명도 결국 전사했고 아버지의 목이 일본군의 창 끝에 걸린 것을 본 둘째 아들 고인후가 나섰으나 그도 역시 전사해 창 끝에 목이 걸렸다. 전투가 종결되고 고경명의 장남 고종후가 아버지와 동생의 목 없는 시신을 수습해 장례를 치렀다.

## 제2차 금산 전투
고경명이 전사한 뒤에도 수많은 관군과 의병들이 금산을 탈환하려 했었는데 왜군은 금산을 탈환하려 북진하려던 보성과 남평의 군대를 공격해 남평 현감 한순을 전사시키는 등 기세를 꺾지 않았다.
이에 청주 전투에서  청주성을 탈환했던 의병장 조헌이 나서 1000명의 의병을 이끌고 충청도순찰사 윤선각에게 도움을 요청했으나 군사만 축낼 것이라 하여 거절하였다. 전라도관찰사 권율과 경상도의 의병장 곽재우에게도 도움을 요청하였으나, 권율은 중요한 위치가 아니라 거절하고 곽재우도 금산 외에도 중요한 요지가 더 많다고 하여 거절했다.
결국 조헌 혼자 출발했고 충청도관찰사 허욱이 마지막으로 사람을 보내 가지 말라고 경고를 했으나 이마저도 무시했다. 그리고 윤국형이 이끄는 관군의 방해로 1000명의 의병이 700명으로 줄었으나, 청주 전투에서 함께 싸웠던 의병장 이광륜이 이끌던 의병 300여명과  영규 대사와 승병 600명이 합류해 총 1500명의 군사가 되었다.
다치바나 무네시게가 이끄는 왜군은 조헌의 부대가 소수이며 후속부대가 없음을 알자 퇴로를 끊고 금산성 밖 평야지대에서 포위를 시도했다. 화살이 떨어지고 왜군과 육박전을 벌여야 할 상황이 오게 되자 주변 사람들이 조헌에게 피신하라고 말했으나, 조헌은 이를 거절하고 직접 북을 치며 독전을 하다가 아들인 조극관, 이광륜, 영규 대사의 승군을 비롯한 전 의병과 함께 장렬히 전사하였다.
의병과 승병 모두 전사하고 일본군 역시 피해도 막대해 시체를 옮기는 데 3일이 걸렸으며 이후 700명의 시체들을 모아 금산에 '칠백의총' 이란 무덤을 만들었다.

## 결과 및 영향
금산에 주둔하던 고바야카와 다카카게의 일본군 제6군단은 결국 이치 전투와 웅치 전투에 이어 고경명의 의병과 조헌과 영규의 연합군과의 전투 등으로 막대한 피해를 입어 음력 9월 7일 무주의 군사를 불러들이고 음력 9월 16일 옥천으로 철수했다.

## 전투 종합 인구 손실
조선은 5,000여명, 일본은 1,500여명의 손실이 있었다.